# Lactoridaceae
Lactoridaceae је фамилија примитивних скривеносеменица, призната у скоро свим новијим класификационим схемама. Њена филогенетска позиција није најјаснија, тако да су је сврставали у редове Magnoliales, Laurales, Piperales или у сопствени Lactoridales. Највероватнија позиција, и најшире прихваћена данас (нпр. у APG II класификацији), је унутар реда Piperales.
Фамилија садржи само једну жбунасту врсту, Lactoris fernandeziana, која расте као ендемит у кишним шумама на пацифичком острву Робинзон Крусо (острва Хуан Фернандез - отуда и име врсте) крај Јужне Америке.

## Биологија врсте
је жбун са малим, наспрамно постављеним простим листовима. Листови су целе лисне плоче, са израженом лисном дршком и присутним залисцима. Стоме су аномоцитне. Цветови су ситни, појединачни, или груписани у цвасти (грозд), тримерни, тетрациклични (цветна формула je ∗P3A3+3G3). Плод је мешак. Семена су са ендоспермом. Основни број хромозома је x = 40, 42.
Врста је анемофилна и гиномонецка - однос цветова је 1 (женски): 1 (хермафродитни). Хермафродитни цветови су херкогамни и протогини, способни за самооплодњу.